# フランク・ゴッチ
フランク・ゴッチ（フランク・アルヴィン・ゴッチ、Frank Alvin Gotch、1877年4月27日 - 1917年12月17日）は、アメリカ合衆国のプロレスラー。アイオワ州フンボルト出身。近代プロレスリング創成期を代表する選手として活躍し、「ゴッチの後にゴッチ無し」と謳われた。後にNWA (プロレス)から
初代世界ヘビー級王者（歴代NWA世界ヘビー級王者および#NWA世界ヘビー級王者としてのゴッチ参照）に認定された。
ゴッチは、世界フリースタイル・ヘビー級王座に戴冠した最初のアメリカのプロレスラーであり、アメリカでプロレスを普及させたことで知られている。彼は選手権がノーブックだった時期に活躍し（キャッチレスリングを参照）、彼の世界ヘビー級レスリングチャンピオン時期（1908年から1913年まで）は、プロレスの歴史の中で長期政権となった10人のうちの1人である。彼は1900年代から1910年代にかけてアメリカで最も人気のあるアスリートの1人とされる。プロレスリング・イラストレーテッドは、ゴッチを「間違いなく20世紀で最高の北米のプロレスラー」と紹介。
ただし、近年では卑怯なファイトスタイルからその実力を疑問視する意見もある。

## 経歴
フレデリック・ルドルフとアメリア・ゴッチの間に生まれ、ドイツを祖先にもつ彼は、アイオワ州フンボルトの南3マイルにある小さな農場で生まれ育った。彼は10代でレスリングを始め、地元の人々を次々打ち負かすことで評判を得た。当時決め技には爪先ホールドを採用していた。
17歳の頃までは草野球の選手として活躍し、野球の判定を巡って大喧嘩になり、そのときゴッチは自分の格闘の才能を知ったというが、幼少期に左手中指を切断し野球にも支障をきたしていたという。

### プロレスのキャリア

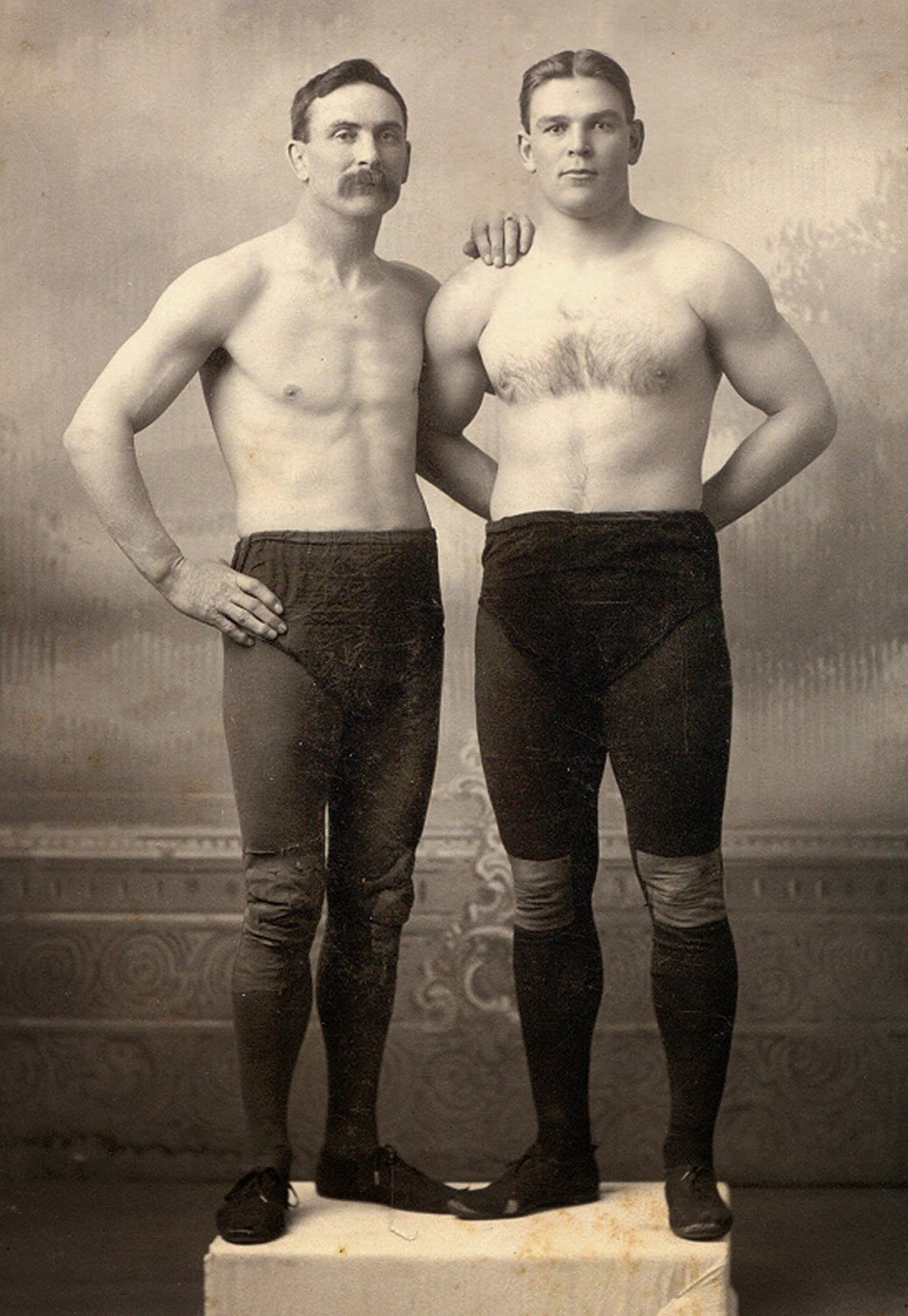
師のマーティン・バーンズ（左）とフランク・ゴッチ（右）

1899年4月2日地元フンボルトのラッセルオペラハウスで元王者のバーズ・マーシャル・グリーン戦でプロデビュー。彼の最初期で重要な試合は2戦目で、6月16日にアイオワ州ルーベルネで、近隣の町の家具ディーラーであると自称するとある男と対戦。この試合は1時間20分の死闘の末敗戦。ゴッチは2時間近く粘ったが、激しい戦いに敗れるが、対戦相手に感銘を受けて名刺を受け取ると、彼は実はアメリカのヘビー級チャンピオンのダン・マクロードであったことを知る。12月18日、対戦相手であり「アメリカンプロレスの父」と言われる元アメリカヘビー級チャンピオンであるマーティン・"ファーマー"・バーンズに11分で完敗したことから弟子入り。バーンズの指導の下、ゴッチはその後アイオワやカナダ・ユーコンで一連の試合に勝ち続け、翌1900年9月14日にはバーンズと再戦し勝利。
アメリカ全土やカナダなど広範囲に渡るサーキットや、アメリカン・ヘビー級王座を巡るトム・ジェンキンスとの名勝負はアメリカン・マットの発展に大きく寄与した。
ジョージ・ハッケンシュミットとの2度の対戦では、それぞれ2万人を超える観客（3万人超説もあり）を集め、プロレスリング興行のスタイルに変化を及ぼしたと言われるが、試合内容については現在に至るまで疑惑が残っている（詳細についてはジョージ・ハッケンシュミットを参照）。
1910年以降、引退表明・撤回・復帰を繰り返しているが、これはゴッチが長年に渡り健康状態に悩むことが多かったためと言われている。
1913年より故郷アイオワ州でカーディーラーを開業、1914年頃からセルズ＝フロート・サーカスでのエキシビションとして賞金マッチを行うなど、これ以降の時期は実質的にセミリタイア期と位置づけられる。
1917年12月17日、尿毒症（梅毒または胃癌説あり）により40歳で死亡。約40万ドルの遺産があったといわれているが、謎に包まれた生涯といっていい。
2016年4月2日、WWE殿堂のレガシー部門に迎えられた。
地元フンボルトのザ・フンボルト・カントリー・ミル歴史博物館には、展示物の一角にゴッチの写真や肖像画やゆかりの品、遺品なども陳列されている。またフンボルトにはフランク・ゴッチ・パーク・アベニューやゴッチ・パークがあり、初代世界王者としての名声が刻まれた石碑と墓がある。

## 記録に残る活動歴
- 1901年

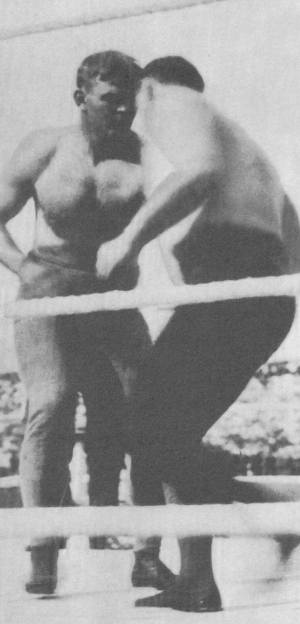
テクスター・パークでのフランク・ゴッチ対ジョージ・ハッケンシュミット戦。

  - アラスカ及びカナダに遠征（時期不詳）。この際「フランク・ケネディ」のリングネームを用いたこの時期、「クロンダイクのチャンピオン」の称号と、3万5千ドルの巨額ギャラを手に入れている。この当時試合は賭けの対象となっており、提示されていた条件は一試合平均2千5百ドル余りであったという。
  - 9月25日にはドワソンシティでオーストラリアからやってきたというフランク「パディ」スラビンなるボクサーとグローブ着用のルールで異種格闘技戦を行う。片目が腫れておびただしい流血の末、場外に投げ捨てて惨めな反則負けとなる[6]。
- 1903年
  - 1月、シアトル遠征。
  - 2月、アメリカ東部エリアに遠征。
  - 2月16日、ポール・ポンズ（ヨーロッパ・トーナメント優勝者）に勝利。
  - 2月22日、アイオワに戻り、すぐにアメリカのヘビー級チャンピオンであるトム・ジェンキンスに挑戦し敗戦。
- 1904年
  - 1月28日、トム・ジェンキンスに勝利しジェンキンスの保持していたアメリカン・ヘビー級王座を獲得。この試合は「アングロサクソン民族における最強決定戦」と宣伝された。
  - 10月、アメリカ、カナダの広範囲に渡るサーキットを開始（同年12月まで）。
- 1905年
  - 2月2日、トム・ジェンキンスと再戦、アメリカン・ヘビー級王座防衛。
  - 3月15日、ニューヨークの旧MSGでトム・ジェンキンスと再戦、アメリカン・ヘビー級王座より転落。
  - 5月19日、トム・ジェンキンスと再戦、アメリカン・ヘビー級王座奪回ならず。
- 1906年
  - 5月23日、カンサスでトム・ジェンキンスと再戦、アメリカン・ヘビー級王座を奪回。
  - 12月1日、フレッド・ビールに敗戦、アメリカン・ヘビー級王座を奪われる。この試合はゴッチがリングより転落、頭部を強打。そのためリングに戻ったところを簡単にフォールされたための敗戦。この王座移動はアメリカンプロレス史上最大の番狂わせといわれる。
  - 12月17日、フレッド・ビールと再戦、アメリカン・ヘビー級王座を奪回。ゴッチは世界ヘビー級レスリング王座、無敗のエストニア人ジョージ・ハッケンシュミットに目を向け始める。「ロシアのライオン」と呼ばれた対戦相手は、1905年にニューヨークでジェンキンスを破り、誰もが認める王座を獲得していた。しかし、ジェンキンスを倒してハッケンシュミットはゴッチの挑戦声明を無視し、イギリスに帰国した。
- 1907年
  - 2月、アメリカ東部遠征、トーナメント形式の興行。
- 1908年
  - 4月3日、シカゴ・デクスター・パーク・パビリオンで午前十時三十分、統一世界ヘビー級王座（ヨーロッパ版）保持者ジョージ・ハッケンシュミットと対戦。2時間3分にも及ぶ熱戦の末ゴッチ勝利。これにより統一世界ヘビー級王座とアメリカン・ヘビー級王座が統一される。
- 1909年
  - 4月14日、ブルガリア王者ユーソフ・マーモントに勝利。世界ヘビー級王座防衛。
  - 6月14日、トム・ジェンキンスに勝利。
- 1910年
  - 6月1日、スタニスラウス・ズビスコに勝利、ズビスコのプロレス歴初の敗戦と言われる。
  - 10月25日、キッド・カトラーとヘンリー・オードマン戦をレフェリング。試合はオードマンが勝利したため、ゴッチは自分の保有する王座をオードマンに譲渡し引退表明。
- 1911年
  - 1月16日、フレッド・イーアラー戦にて復帰。
  - 2月、アメリカ東部を中心としたサーキット
  - 3月、カナダを含む、アメリカ大陸横断サーキット。
  - 9月4日、ジョージ・ハッケンシュミットと3年ぶりに再戦し勝利。世界ヘビー級王座防衛。
  - 10月、アメリカ西部をサーキット。
  - 12月27日、アレックス・モンロー（ブリティッシュ王者）を下す。再度、引退表明。
- 1912年
  - 2月3日、マービン・プリスティーナ戦に勝利、引退撤回。
  - 11月7日、3度目の引退表明。
- 1913年
  - 1月、ジェス・ウェスティガードのアメリカン・ヘビー級王座防衛戦をレフェリング。
  - 2月、チャールズ・カトラー戦に勝利、3度目の引退撤回。
  - 4月1日、カンザスでジョージ・ルーリッチに勝利、4度目の引退表明。統一世界ヘビー級王座を保持しながらの引退表明であった。
- 1914年
  - 1月29日、「ニューヨーク・タイムズ」紙のインタビューに答え、統一世界ヘビー級王座の返上と引退を改めて表明。
- 1915年
  - 6月、故郷アイオワ州にて現役復帰。ヘンリー・オールドマンに勝利。
- 1916年
  - 7月18日、セルズ＝フロート・サーカスでのエキシビションマッチ中に足首を骨折。
- 1917年
  - 5月1日、リオ・パーデロに勝利、ゴッチ現役最後の試合。

### NWA世界ヘビー級王者時代
ゴッチは死後NWA認定世界ヘビー級王座の初代並びに第3代王者として認定された。これはNWAが管理するNWA世界ヘビー級王座に対する権威付けとして、過去に存在した王座に対し行われたものである。そのためゴッチを初代王者に認定し、2代目以降は適当に過去の団体の王者をつぎはぎしルー・テーズに至る系譜を作り上げ、テーズを第38代王者として認定し、以後ここからNWA世界王者の代数をカウントしていくこととなる。
なお、この認定を行ったのは1948年に発足した新NWAであるが、ゴッチ存命時には新NWAどころか、旧NWAの母体であったNBA（現WBA）すら存在しない。
また、ゴッチがNWA世界ヘビー級王者として認定された期間については、資料により食い違いがある。特に知られるものとして「1908年4月3日の対ハッケンシュミット戦の勝利による統一世界ヘビー級王座とアメリカン・ヘビー級王座の獲得を以ってNWA初代王者として扱う」もの、「1906年12月17日の対フレッド・ビール戦におけるアメリカン・ヘビー級王座奪回を以って第3代王者とし、初代王者獲得時期については根拠が不明確なもの」がある。

## 得意技
- トゥホールド

## 獲得タイトル
- キャッチ・アズ・キャッチ・キャン
  - アメリカ・キャッチ・アズ・キャッチ・キャン選手権（1回）
  - 世界キャッチ・アズ・キャッチ・キャン選手権（1回）
- プロレス
  - アメリカヘビー級王座（3回） [8]
  - クロンダイクのチャンピオン
  - （統一）世界レスリング・ヘビー級選手権（1回）
- ジョージ・トラゴス / ルー・テーズ・プロフェッショナル・レスリング殿堂
  - 1999年度[9]
- 国際プロレスリング殿堂
  - 2021年度[10]
- プロレスリング殿堂博物館
  - 2002年度
- レスリング・オブザーバー・ニュースレター殿堂
  - 1996年度
- WWE殿堂（レガシー部門）
  - 2016年度[11]
- アイオワ・スポーツの殿堂
  - 1951年年度
- 世界ヘビー級王座：2回（NWAより初代および第3代王座に認定される)

## レスリングスタイル
ゴッチは、プロレスリングの試合が現行のレスリングの戦いと同じだった時代に活躍した。当時レスリングはトレーニングから参加してプロモーターが何週間も宣伝した主要なイベントであった。したがって彼は格闘した試合の数の上で長いキャリアを保てなかった。彼の師であるファーマー・バーンズ、そして後にチャンピオンとなったエド・ルイス、そしてルー・テーズは、それぞれ6,000回以上の試合に出場したがゴッチはわずか160で、154勝6敗の記録で終っている。これら6敗のうち、2つはキャリアの最初の年のダン・マクロード戦とファーマー・バーンズ戦であり、3つはすべてトム・ジェンキンス戦である。彼の最後の敗戦は1906年12月1日のフレッド・ビール戦であるがこのときは覆われていないターンバックルに真っすぐ衝突し意識がなくなっている。彼は7度目の再戦でビールを破り、1913年に引退するまでに敗戦することは二度となかった。
ゴッチはどんな状況下でも驚異的な強さを発揮し、電光石火の速さ、本物の敏捷性、猫のような反射神経、非の打ちどころのない技術、優れたリングの一般性、レバレッジの使用の習得、およびSTFなどの技の切れ、カウンターホールドと戦略完全な知識を備えた優れたプロレスラーとされた。彼は常に最高の状態をつくり、世界中のどの対戦者に対しても心とゲーム性に富む準備ができており、勇気と不屈の勝利の意志を持ちあわせ、非常に攻撃的な状況にあっても常に冷静さを保っていた。当時批評家は彼の中にプロレスの古典的強さや新しい技の状況を見て「彼の動きは猫のように機敏」であり、「彼がすべて自分でランクを引き受けたような科学的な格闘スポーツをしている」ハッケンシュミットと対戦した1911年の再戦時のゴッチの測定値は次のとおり。重量–204ポンド;高さ– 5 '11 ";リーチ– 73";上腕二頭筋– 17.5 ";前腕– 14";首– 18 ";胸– 45";ウエスト– 34 ";太腿– 22";脹脛– 18 "。この話には別の側面があるという。ルー・テーズが1930年代初頭にキャリアを始めたばかりのとき、ゴッチを知っていて彼についてネガティブな話をすることに躊躇しないプロレスラーがまだたくさんいたといい、「そうした会話からゴッチの浮かび上がった絵」としてテーズが回想すると「汚いレスラーであったというのは丁寧な説明が不足していたためであるらしく、主にビジネスとして成功した人物であったというが、それは彼が有能でなかったということではない。なぜなら私が今まで話を聞いた誰もが、彼が最高のレスラーの一人であると言ったからです。しかしそうした人も同時に彼の戦略であったとしても、相手の弱点を重点的に痛めつけたりすることを好む人であったとし、そして彼は一流どころと対戦したとき常に相手の隙を探していたと説明を受けた。私が出会った昔話の人物の一人にはチャーリー・カトラーという名の立派なレスラーであった。彼はゴッチをよく知っていて、彼を世界チャンピオンとして引き継いだが、これについてカトラーによると、ゴッチは髪油をチェックし試合での優位性を得るためにごまかし、そして審判の死角を突くなど非常に慎重を喫する性格だったのかもしれないが、ほかすべてこの調子」。ゴッチ対ハッケンシュミット戦を二度裁き、他のゴッチの試合もいくつか担当した審判のエド・スミスはハッケンシュミット戦2度目の試合後に「私の考えでは...彼の試合は勇気をもって100パーセント正しかったとはいえなかった」と述べた。私は2、3回気になる不要かつ絶対的な反則攻撃を目撃していたが、本当に勇敢な男はどんなに凶暴で殺人の本能に満ちていて勝ちたいと思っていても、攻撃を受けた敵を技で返すだけで不必要な攻撃をすることはないといつも思います。」 
テーズは自伝でもフランク・ゴッチの弟子（ファーマー・バーンズら）から聞いた話として「ゴッチは勝つために手段を選ばない、汚い手を使うダーティなチャンプであったようだ」と記している。具体的には、相手の眼を突いたり、髪の毛を引っ張る、肛門に指を突っ込むなどを行っていたという。
実際に、ジョージ・ハッケンシュミットのようにゴッチ存命中より彼を非難する者もあり、ゴッチの死後、弟子や、近しい立場の人間からも同様の発言が見られることから、近年その実力を疑問視する立場もある。1908年の世界王座戦ではハッケンシュミットから体にオイルを塗って掴みづらくなっていたなどや死角を突いてナックルや頭突きなどの攻撃について再三主審のエド・スミスに抗議していたが聞き入れられなかったとしており、裁定も度重なる反則めいた攻撃によっての戦意喪失によるものとされた。グレコローマンの選手に不利なキャッチレスリングルールの上、ホームタウンデジジョンともいえる内容で、地元アメリカのメディアも非難しているという。

## その他
カール・ゴッチは、リングネームをフランク・ゴッチにあやかって付けたとかつてはいわれていた。しかし現在ではカール・ゴッチが信頼していたプロモーター、アル・ハフト （本名：アルバート・C・ハフト。1886～1976）の現役時代のリングネーム “ヤング・ゴッチ” から付けたものであるという説もある。ただし渡米前の1953年にドイツで既にカール・ゴッチと名乗って7試合闘っている事実があり、ゴッチ自身も母方のファミリーネームがゴッチであると答えており、これが「アル・ハフト由来説」の矛盾点でもある。
カール・ゴッチの本名はカール・チャールズ・イスターツで、フランク・ゴッチの本名がフランク・アルバート・ゴッチであることや、フランク・ゴッチの死後44年経った1961年からアメリカでカール・ゴッチを名乗るようになったこと、カール・ゴッチがベルギー出身（ドイツ出身説、オランダ出身説もある）で、フランク・ゴッチがアメリカアイオワ州出身であることなどから、両者の間に血縁関係や師弟関係は明確に存在しない。